# Рачейка
Рачейка — река в России, протекает по Ульяновской области, Самарской области. Устье реки находится в 6,7 км по левому берегу реки Томышевка. Длина реки составляет 33 км. В верховьях впадает левый приток — Игарка.

## Данные водного реестра
По данным государственного водного реестра России относится к Нижневолжскому бассейновому округу, водохозяйственный участок реки — Сызранка от истока до города Сызрань (выше города). Речной бассейн реки — Волга от верховий Куйбышевского вдхр. до впадения в Каспий.
Код объекта в государственном водном реестре — 11010001312112100009134.